# Энергетика Финляндии
Энергетика Финляндии — отрасль финской экономики, состоящая из производства, потребления, импорта и экспорта энергии и электроэнергии внутри государства.
Основными источниками производства энергии являются древесное топливо, нефть и ядерная энергия.
Местными источниками энергии, добываемыми в Финляндии, являются древесина, гидроэнергия и торф. 
В Финляндии нехватка внутренних источников энергии, что вызывает необходимость импортировать значительные объёмы нефти, природного газа и других энергетических ресурсов, включая уран для ядерной энергетики страны.

## Энергопотребление
Потребление энергии в Финляндии на душу населения является самым высоким в Европейском союзе. Это обуславливается следующими факторами: высокими энергозатратами промышленности страны, на которую приходится около 50 % энергопотребления государства, высоким уровнем жизни, холодным климатом (25 % потребляемой энергии используется для отопления) и относительно большими расстояниями (15 % потребления энергии приходится на транспорт).
Согласно данным Статистического управления Финляндии, общее потребление энергии в Финляндии в 2016 году составило 1 335 ПДж (петаджоуль) или 371 ТВт⋅ч (тераватт-час). С 2015 года общее потребление энергии внутри государства увеличилось на 2 %. Больше, чем в 2016 году, электроэнергии потреблялось лишь единожды — в 2010 году. В промышленности используется 45 % энергии, отопление зданий 26 %, транспорт 17 %, другие статьи расхода 12 %. Рост потребления энергии прекратился в XXI веке, что в основном обуславливается изменениями в промышленности. Доля тяжёлой промышленности снизилась, а энергетическая эффективность отрасли улучшилась.

### Промышленность
Разделяя энергозатраты по секторам, больше всего энергии поглощает целлюлозно-бумажная промышленность (277 000 ТДж), далее металлургическая промышленность (73 000 ТДж), нефтепереработка (49 000 ТДж) и химическая промышленность (45 000 ТДж), данные на 2013 год.
Лесная промышленность использует древесину как сырьё и как источник энергии, именно в ней используется большая часть финского древесного топлива. В металлургической промышленности большая часть энергии потребляется в процессах переплавки. Переработка цветных металлов, таких как медь, использует большое количество, прежде всего, электроэнергии. В химической промышленности электричество наиболее потребляется в производстве пластика и для получения промышленных газов путём электролиза.

### Отопление
Энергозатраты на отопление измеряются стоимостью градусо-дней, которые рассчитываются по разнице температур внешней и внутренней среды здания. Расчётная внутренняя температура в Финляндии составляет + 17 ° C. Средний показатель градусо-дней за период 1981—2010 годов составляет около 4000 ежегодно в Южной Финляндии, около 5000 в Оулу и более 6000 в Лапландии.
Количество энергии, используемой в жилых зданиях, увеличилось по мере роста доступности жилья для населения. С другой стороны, старые, высотные здания постепенно выводятся из эксплуатации, а энергоэффективность новых зданий гораздо выше. Поэтому ожидается, что в период с 2010 по 2050 год количество энергии, используемой для отопления, в масштабах государства, уменьшится на 20-25 %.
Строительство централизованных теплоцентралей для отопления зданий началось в 1960-х годах. Сегодня более половины тепловой энергии зданий — это централизованное теплоснабжение.

### Транспорт
Согласно данным за период 1990—2011 гг., при уменьшении потребляемого транспортом количества энергии на один километр одновременно произошло повышение количества пройденных километров.
Приблизительно 20 % всей потребляемой Финляндией энергии и 40 % энергии, производимой нефтью, расходуется на транспорте.